# Condensazione aciloinica
La condensazione aciloinica è un accoppiamento riduttivo di due esteri carbossilici utilizzando sodio metallico e ottenendo un α-idrossichetone, noto anche come aciloina.
La reazione procede meglio quando R è un gruppo alifatico e inerte. Per ottenere la condensazione, la reazione viene realizzata in solventi aprotici con elevato punto di ebollizione, come benzene e toluene. L'uso di solventi protici produce la riduzione di Bouveault-Blanc degli esteri separati piuttosto che la condensazione. In relazione alle dimensioni dell'anello e alle proprietà steriche, ma indipendentemente dall'elevata diluizione, la condensazione aciloinica di diesteri favorisce la ciclizzazione intramolecolare rispetto alla polimerizzazione intermolecolare.

## Meccanismo
Il meccanismo consiste di quattro stadi:
(1) Ionizzazione ossidativa di due atomi di sodio sul doppio legame delle due molecole di estere.
(2) Accoppiamento radicalico tra due molecole del derivato omolitico dell'estere (un tipo di reazione di Wurtz). Successivamente avviene l'alcossi-eliminazione su entrambi i lati, producendo un 1,2-dichetone.
(3) Ionizzazione ossidativa di due atomi di sodio su entrambi i doppi legami del dichetone. Si forma l'enodiolato di sodio.
(4) Neutralizzazione con acqua per formare l'enodiolo, che tautomerizza formando l'aciloina.

## Variazioni

### Metodo di Rühlmann
Il metodo di Rühlmann impiega trimetilclorosilano come trappola chimica; in questo modo le reazioni competitive vengono efficacemente controllate, aumentando considerevolmente la resa. La scissione idrolitica del sililetere porta alla formazione dell'aciloina. Per ottenere una scissione moderata si può usare il metanolo in diversi casi.
Solitamente vengono impiegati come solvente toluene, diossano, tetraidrofurano o dialchileteri aciclici. Anche l'N-metil-morfolina è stata utilizzata vantaggiosamente, consentendo in alcuni casi reazioni che altrimenti sarebbero state irrealizzabili in mezzi meno polari.